# Amtsgericht Fallersleben

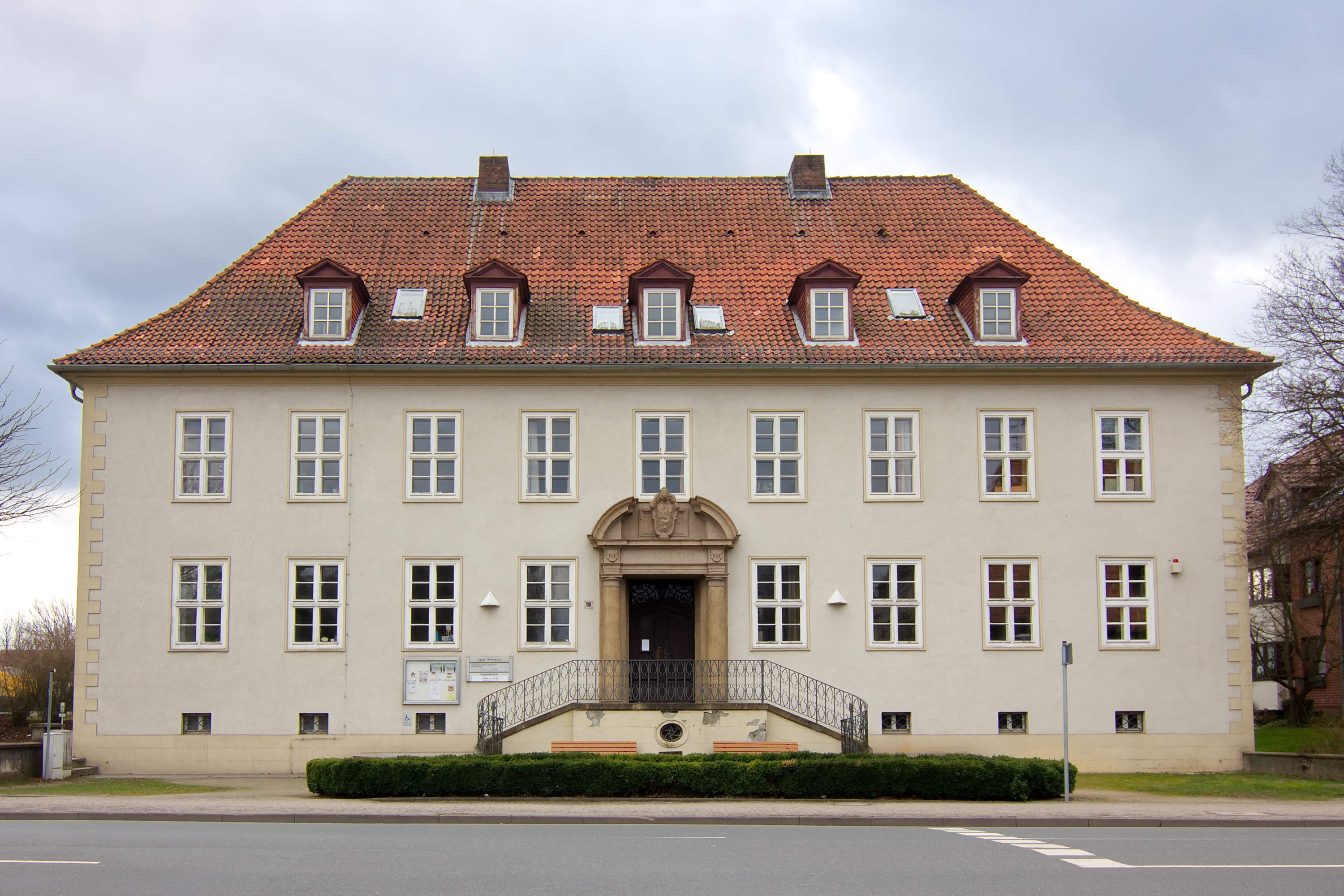
Amtsgerichtsgebäude von 1936

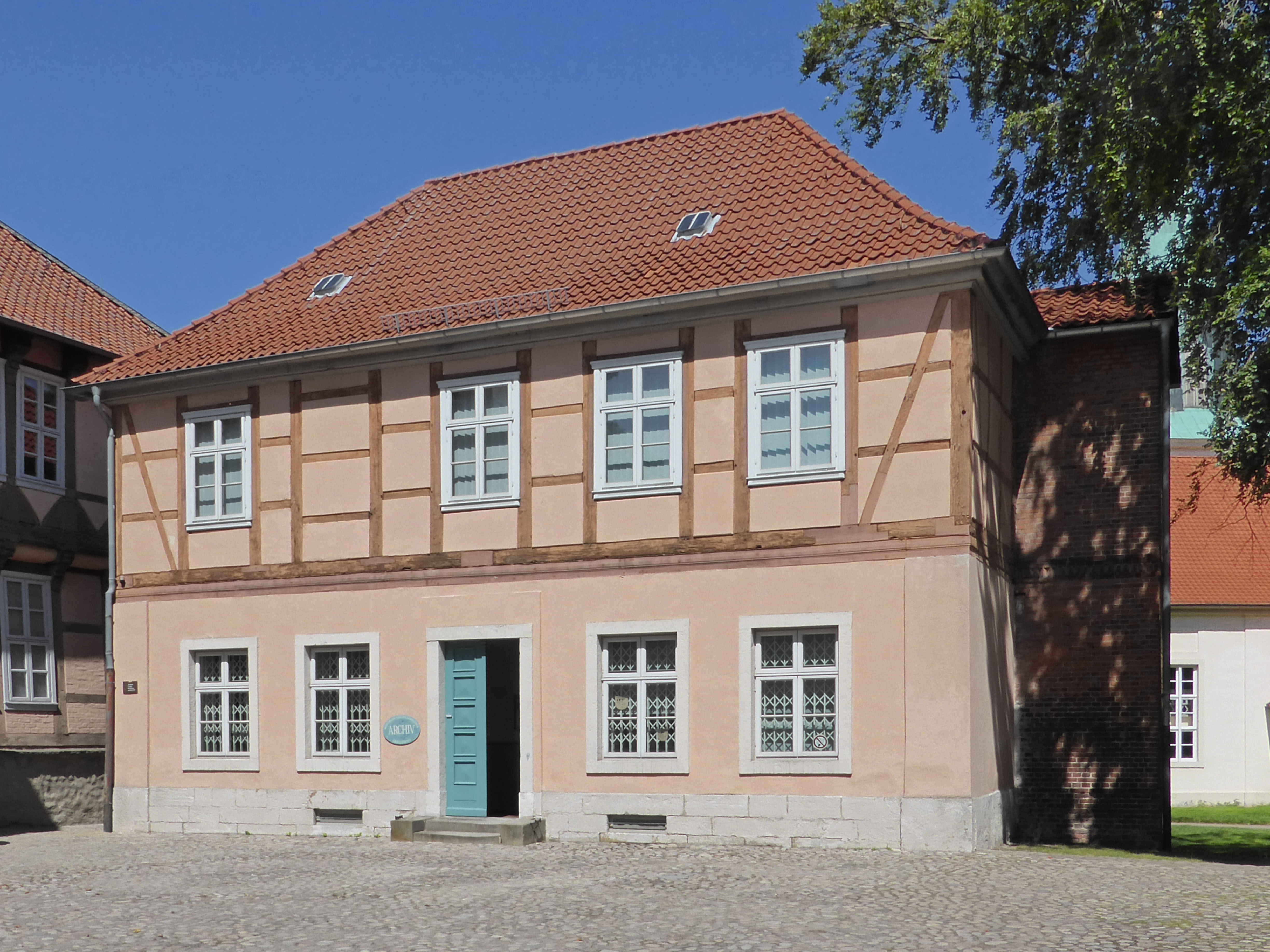
Cavaliershaus, in dem sich bis 1936 das Amtsgericht Fallersleben befand

Das Amtsgericht Fallersleben war ein Gericht der ordentlichen Gerichtsbarkeit im heutigen Wolfsburger Stadtteil Fallersleben.
Nach der Revolution von 1848 wurde im Königreich Hannover die Rechtsprechung von der Verwaltung getrennt und die Patrimonialgerichtsbarkeit abgeschafft. Das Amtsgericht wurde daraufhin mit der Verordnung vom 7. August 1852 die Bildung der Amtsgerichte und unteren Verwaltungsbehörden betreffend als königlich hannoversches Amtsgericht gegründet. 
Es umfasste das Amt Fallersleben.
Das Amtsgericht war dem Obergericht Celle untergeordnet. Mit der Annexion Hannovers durch Preußen wurde es zu einem preußischen Amtsgericht in der Provinz Hannover und war dort dem Landgericht Hildesheim untergeordnet.
Nachdem das Amtsgericht im Cavaliershaus, einem Fachwerkgebäude neben dem Schloss Fallersleben, seinen Sitz hatte, erfolgte 1935 das Richtfest für einen Neubau, der im August 1936 bezogen wurde.
Im Jahre 1955 wurde das Amtsgericht Wolfsburg als Zweigstelle des AG Fallersleben gegründet. Am 1. Januar 1974 wurde das Amtsgericht Fallersleben aufgehoben, da Fallersleben inzwischen in die Stadt Wolfsburg eingemeindet worden war.

## Gebäude
Das ehemalige Amtsgericht beherbergt heute eine Außenstelle der Stadtverwaltung Wolfsburg inklusive der Stadtteilbibliothek. Im Keller sind bis heute die drei ehemaligen Gefängniszellen aus den 1930er Jahren erhalten.